# Kollywood
Kollywood, termine che deriva dalla fusione delle parole Hollywood e Kodambakkam (località del Tamil Nadu), indica il cinema in lingua tamil che ha nella città di Chennai il centro propulsore.
È la seconda industria cinematografica indiana per fatturato, numero di film realizzati e diffusione.
Il pubblico del cinema tamil raggiunge anche gli altri stati dell'India meridionale, è seguito in Malaysia, Singapore, Sri Lanka e Sudafrica, presso le comunità di lingua tamil residenti nei paesi occidentali. Di recente ha guadagnato un seguito di pubblico anche in Giappone dove l'attore tamil più conosciuto è Rajinikanth.

## Kollywood e la politica
Uno degli aspetti peculiari del cinema tamil riguarda la vicinanza con la politica. Dal 1967 il presidente o presidentessa del Tamil Nadu proviene dal mondo cinematografico, ed altri sono eletti nel parlamento Non necessariamente sono sempre grandi star del cinema tamil come, gli attori M.G. Ramachandran e J. Jayalalithaa (entrambi sono stati presidenti), ma anche produttori registi o sceneggiatori come M. Karunanidhi partecipano attivamente alla vita politica. 
Un intreccio tra politica e mondo del cinema originata negli anni cinquanta, quando alcune produzioni cinematografiche promuovevano posizioni e idee del DMK (Dravidian Progressive Party), partito progressista Dravidico contrapposto da sempre al potere ed alla casta dei bramini "ariani".
Uno dei film più rappresentativi di questo tipo di legame è Parasakhti (1952), film d'esordio di Sivaji Ganesan (uno degli attori più importanti di Kollywood). Dai toni fortemente melodrammatici, narra le vicende di una famiglia divisa fra l'India e la città di Rangoon, costretta ad affrontare drammi e difficoltà, spesso causati da norme sociali che nel film sono apertamente criticate.
Un altro elemento che lega il cinema tamil alla politica riguarda il ruolo di attori e attrici che, lasciata la carriera cinematografica, o a capo del governo del Tamil Nadu. Esempio di questo sono, in altri casi, politici importanti, si cimentarono nella sceneggiatura di film di successo.

## Kollywood e la cultura tamil
Un altro aspetto importante riguarda l'esaltazione delle tradizioni culturali.
Ultimo arrivato fra le arti, il cinema tamil è stato spesso uno strumento di promozione della cultura del Tamil Nadu. In modo speciale si celebra il patrimonio letterario di una lingua molto antica e che, secondo studiosi e linguisti è la seconda lingua classica dell'India, oltre al sanscrito.
Nei testi delle canzoni e nei dialoghi il ruolo della tradizione poetica trova nuovi spazi e slancio nell'interesse del pubblico.
La danza classica indiana (Bharatanatyam) ha una parte importante nella coreografia delle scene cantate. Thillana Mohanambal (1968) è un esempio di quanto il rapporto con le arti classiche sia particolarmente sentito, qui la musica e la danza sono il punto centrale della vicenda narrativa. Da ricordare in particolare le danze interpretate da Padmini, una delle principali attrici degli anni '50 e grande danzatrice.
Non poteva mancare la mitologia, ricca di episodi e personaggi che, nel cinema tamil e più in generale nella cinematografia dell'India del sud, non hanno mai perso attrattiva presso il pubblico. Narrano soprattutto le gesta di Siva, Parvati e Murugan che sono le divinità più importanti presso i tamil.